# Bolbelasmus bocchus
Bolbelasmus bocchus is een keversoort uit de familie cognackevers (Bolboceratidae). De wetenschappelijke naam van de soort werd in 1841 gepubliceerd door Wilhelm Ferdinand Erichson.